# Sinfónico (álbum de Elefante)
Sinfónico es el segundo álbum en vivo de la banda Elefante en colaboración con la Orquesta Sinfónica de la Universidad Autónoma del Estado de Hidalgo. El álbum fue grabado en el Auditorio Gota de Plata en Pachuca, Hidalgo el 14 de noviembre de 2018. En 2019, el grupo incluyó un homenaje a José José interpretando El Triste, tras su muerte el 28 de septiembre de 2019,dirigido por Gaetan Kuchtacon la Orquesta Sinfonica de UAEH, OSUAEH.

## Lista de Canciones
| N.º | Título                             | Escritor(es)                                                                                   | Duración |  |
| 1.  | «Ángel»                            | Rafael López Arellano, Jorge Guevara, Flavio López Arellano, Luis Pórtela, Iván Antonio Suárez | 6:10     |  |
| 2.  | «Amores Prohibidos»                | Rafael López Arellano, Reyli Barba                                                             | 4:41     |  |
| 3.  | «Así es la Vida»                   | Rafael López Arellano, Reyli Barba                                                             | 6:17     |  |
| 4.  | «Junto a Ti»                       | Rafael López Arellano                                                                          | 3:56     |  |
| 5.  | «Durmiendo con la Luna»            | Rafael López Arellano                                                                          | 4:56     |  |
| 6.  | «Mentirosa»                        | Rafael López Arellano                                                                          | 6:01     |  |
| 7.  | «El Triste (Homenaje a José José)» | Roberto Cantoral                                                                               | 4:20     |  |